# إن شاء الله خان
سَيِّد إن شاء الله خان (بالأردية: اِنشا اللہ خاں اِنشا ) هو شاعر أوردوي خدم في البلاط الملكي في لكهنؤ ودلهي في نهاية القرن الثامن عشر وبداية التاسع عشر. وكان متعدد المواهب بالإضافة إلى تعدد اللغات، وكان هو من المؤلف الأول لكتاب قواعد للغة الأوردية وكان اسمه بالأوردية «درياي لَطَفَات».

## حياته
كان والد إن شاء-سيد حكيم مير ما شاء الله خان- نبيلًا وطبيبًا مشهورًا. وخلال فترة اضطراب في دلهي قام بالانتقال إلى مرشد أباد في البنغال حيث استقبله النائب البنغالي سراج الدولة. وولد ابنه إن شاء في مرشد أباد.
خلال فترة حكم شاه عالم الثاني انتقل إن شاء إلى دلهي. في عام 1780 انضم إلى جيش ميرزا نجف خان، ثم دخل بعد ذلك إلى البلاط الملكي. وساهمت مهاراته الشعرية وأسلوبه الساخر خفيف الظل بجعله مشهورًا، ولكنه لم يكن محبوبًا بين شعراء دلهي مثل ميرزا عازم بيج. ومع انخفاض قوة المغول مما أدى إلى التعتيم على شاه عالم الثاني قرر أن يذهب ويجرب حظه في لكهنؤ. وفي عام 1791 تمكن إن شاء من الدخول إلى البلاط الملكي لميرزا سليمان شيخوه(أمير مغولي منفيٌّ في لكهنؤ)، مما أدخله في منافسة أسطورية مع الأستاذ الخاص بميرزا، وهو الشاعر مَصْحَفي، وانتهت المعركة بفوز إن شاء وإزاحة مصحفي من منصبه. وبعد بعض السنوات انتقل إن شاء إلى بلاط سعادت علي خان الحاكم الجديد لمنطقة آفاد، وأدت مشاركته مع شعراء آخرين مثل محمد حسين آزاد أدى إلى انخفاض في شعره. وفي نهاية الأمر خرج إن شاء من رعاية الحاكم بعدما ألقى نكتة ساخرة على حساب الحاكم، وقضى آخر سنواته محرومًا من رعاية الحاكم بصحة متدهورة حتى توفي.

## أعماله
كان إن شاء متعدد اللغات والمواهب، حيث ألَّف في اللغة الأوردية والعربية والفارسية وقليلًا في التركية والبنجابية. أعماله الرئيسية كانت في ديوانه الذي وضع فيه شعرًا غزليًا باللغتين الأوردية والفارسية، بالإضافة إلى كمية من القصائد على نمط الرِّخْتي وهو نمط أوردي في كتابة الشعر يقوم به الشاعر الذكر بمحاكى اللغة العامية للمرأة ليتحدثوا لأنفسهم. وكتب الغزل والرباعيات بعدة لغات، حيث كتب شعرًا مثنويًا فارسيًا وأورديًا، بالإضافة إلى القصائد الغنائية، والهجاء، بالإضافة أنه حاول استخدام يديه في أشياء غير اعتيادية ككتابة التعاويذ السحرية. حتى أن مواضيعه كانت غير اعتيادية، فليس كل شاعر سيختار أن يكتب غزلًا مخصصًا للملابس الداخلية لامرأة ما. قام محمد حسين آزاد في كتابه المخصص لنقد الشعر الأوردي بجمع قائمة بأعمال إن شاء التي تتضمن غرابةً في الأطوار، مثل قصيدة تتحدث عن رحلة صيد سعادت علی خان في بلاد فارس، وقصيدة تهجو الذباب والحرارة العالية، وأخرى تتحدث عن زواج الفِيَلَة، وقصيدة مثنوية تتحدث عن مصارعة الديوك.
و بعيدًا عن كونه فنانًا مبدعًا، فقد كان إن شاء عالم لغة أيضًا، حيث كان يعرف العديد من اللهجات الهندية بشكل عميق. وقد عُرِف بكتابين يدلان على هذه الموهبة: كتاب راني كيتكي كي كاهاني(Rani Ketki Ki Kahani) وهو رواية رومانسية قصيرة باللغة الهندية فقط، فلم تتضمن كلمات فارسية أو عربية، فكانت من أوائل الأعمال النثرية باللغة الهندية فقط. ثم كتاب درياي لَطَفَات(Darya-e-Latafat)، وهو كتاب بالفارسية يحتوي قواعد النحو والبلاغة في لغة الأوردو، كما قدم دراسة لغوية عن اللَّهَجات في لكهنؤ ودلهي. تلك الأعمال الرائدة أسست مصطلحات نحوية تستخدم حتى يومنا هذا.